# Barvinok, Luțk
Barvinok (în ucraineană Барвінок) este un sat în comuna Horohorîn din raionul Luțk, regiunea Volînia, Ucraina.

## Demografie
Componența lingvistică a localității Barvinok
     Ucraineană (100%)
Conform recensământului din 2001, toată populația localității Barvinok era vorbitoare de ucraineană (100%).